# 야생동물의 세계
《야생동물의 세계》는 ITV 경인방송에서 방송되었던 다큐멘터리 정보 프로그램이다.